# Wieżańce
Wieżańce (lit. Vėžionys) − wieś na Litwie, w gminie rejonowej Soleczniki, 3 km na zachód od Dajnowy, zamieszkana przez 95 ludzi. 
Według inwentarza z 1775 r. Wiżance należały do starostwa ejszyskiego w województwie wileńskim Rzeczypospolitej Obojga Narodów.
Przed II wojną światową w Polsce, w powiecie lidzkim województwa nowogródzkiego.